# キフォティラピア・フロントーサ
キフォティラピア・フロントーサ（Cyphotilapia frontosa）は、カワスズメ目カワスズメ科に分類される魚類の一種。タンガニーカ湖の固有種である。属名は、古代ギリシア語で「曲がった」を意味する「cypho-」と、地元の方言で「魚」を意味する「tilapia」を組み合わせたものである。種小名の frontosa は、大きな額に由来する。

## 分布と生息地
東アフリカのタンガニーカ湖の固有種であり、湖の北半分に広く分布しているが、近縁種の C. gibberosa は湖の南半分に分布している。幼魚は浅瀬に生息し、成魚は他のシクリッドよりも深い水深30 - 50 mで群れを作って生活し、早朝や夕方に浅瀬に浮上して摂餌を行う。

## 形態
全長は25 - 30 cmで、最大33 cmに達する。体色は白から青で、鰭は青みがかった色で、5 - 7本の黒い横縞が入る。頭部にこぶができ、年齢を重ねた個体ではより発達する。こぶは雄の方が発達する。
タンガニーカ湖に生息する多くのシクリッドと同様に、異なる個体群が隔離された結果、多数の地域間変異が確認されており、湖内の生息エリアによって縞の数や体色に変異がある。たとえば、ザイール地方に生息する個体は青みが強い。

## 生態
食性は動物食で、小型の魚類、甲殻類、昆虫類の幼虫などを食べる。繁殖形態は卵生で雌は口中で卵を保護する。寿命は25年。

## 人間との関係
観賞魚として飼育されることがある。東南アジアや台湾で養殖されたものがさかんに輸入され安価で流通している。水槽で飼育する場合は25 - 30度に保つ必要があり、洞窟などの暗い場所なども必要となる。